# Ariadna Pujol Lluch
Ariadna Pujol Lluch (Mataró, 19 de març de 1995) és una jugadora de bàsquet catalana.
Escorta, es formà a la Unió Esportiva Mataró on hi debutà amb l'equip sènior. El 2013 marxà a jugar a la NCAA amb el South Florida Bulls durant quatre temporades. El maig de 2017 tornà a la competició estatal i fitxà per l'Agrupació Esportiva Sedis Bàsquet. Tot i que a la primera temporada no va poder jugar per causa d'una greu lesió. hi guanyà dues Lligues catalanes (2022, 2023), arribà a les semifinals de la Lliga espanyola (2018-19) i disputà tres fases final de la Copa de la Reina (2019, 2020, 2022) així com a l'Eurocopa femenina. El febrer de 2023 es desvinculà del club urgellenc i jugà al Barça CBS, amb el qual arribà a semifinals de la Lliga espanyola. La temporada 2022-23 fitxà pel Caledonia Gladiators de la Lliga escocesa. Internacional amb la selecció espanyola en categories de formació, es proclamà campiona d'Europa sub-16 (2011) i sub-18 (2013) i aconseguí el subcampionat del Món sub-17 (2012).